# Stjärnor på is 2008
Stjärnor på is 2008 var den enda säsongen av TV-programmet Stjärnor på is som sändes i TV4. Första programmet sändes den 4 oktober och det sista programmet den 6 december. Programledare var Carolina Gynning och Carina Berg och juryn bestod av Britta Lindgren, Christer Tornell, Emanuele Ancorini, Lotta Tegnér och Fredrik Granqvist. Vinnare blev slutligen Markus Fagervall och Johanna Götesson.

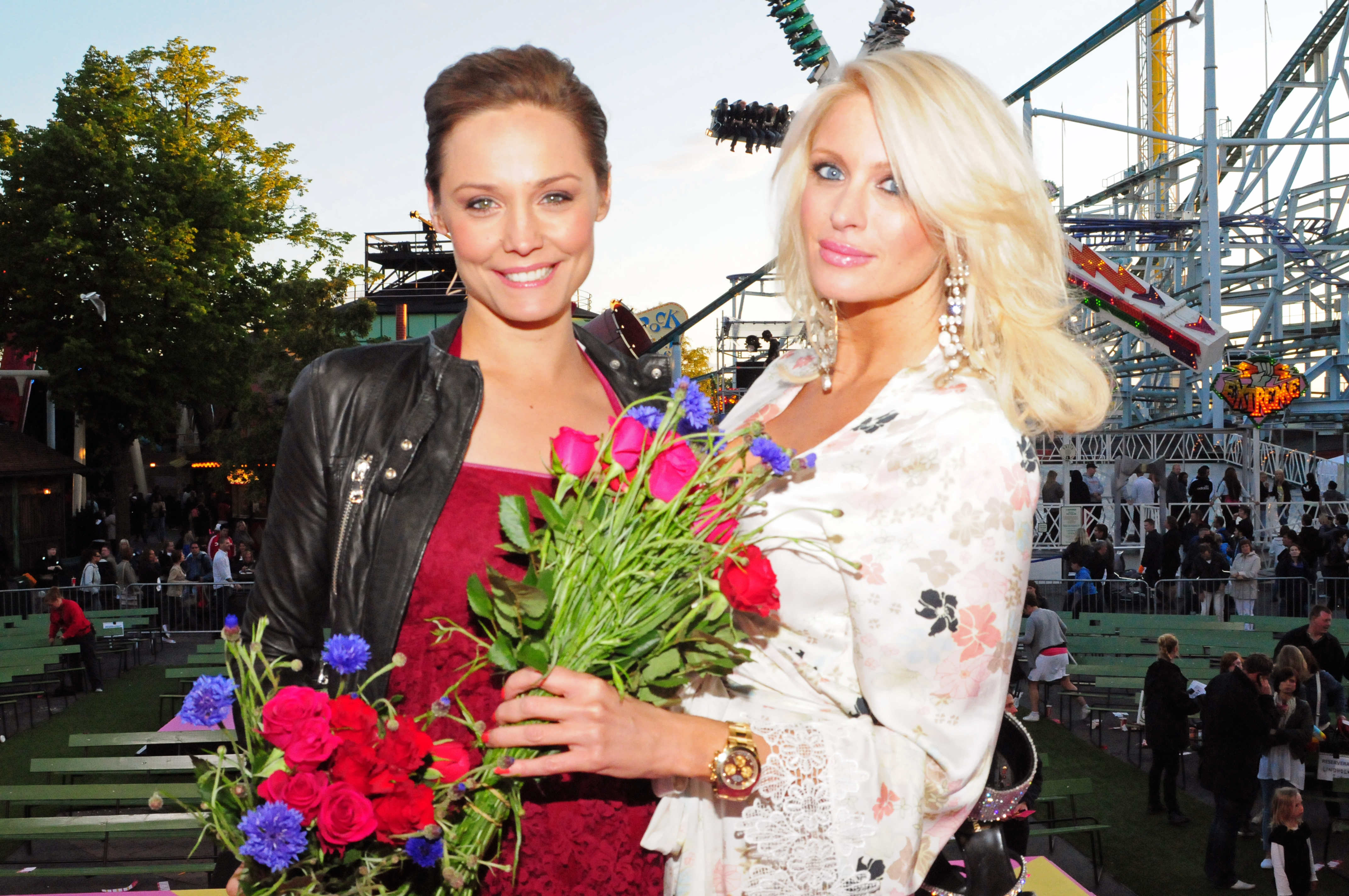
Carina Berg (till vänster) & Carolina Gynning (till höger) ledde Stjärnor på is 2008.

## Medverkande[1]

### Tävlande
- Christian ”Kicken” Lundqvist (musiker) och Åsa Persson (konståkare)
- Markus Fagervall (artist) och Johanna Götesson
- Tony Irving (juryordförande i ”Let’s dance”) och Malin Hållberg-Leuf
- Marie Serneholt (artist) och Niklas Hogner
- Josefin Crafoord (programledare) och Aleksander Iversen
- Lulu Carter (tv-profil) och Lukasz Rozycki
- Lars Frölander (simmare) och Gabrielle Sobin
- Josefine Sundström (programledare) och Johan Lundqvist
- Torgny Mogren (längdskidåkare) och Lotta Falkenbäck, tills Mogren skadade sig i programmet den 25 oktober 2008
- Anki Edvinsson (programledare) och Owe Ridderstråle, ersatte Mogren och Falkenbäck från och med 1 november
- Jesper Blomqvist (f.d. fotbollsspelare) och Alexandra Schauman
- Malin Ewerlöf Krepp (f.d. friidrottare) och Filip Stiller
- Rafael Edholm (skådespelare) och Cecilia Bierich

### Domare
- Britta Lindgren
- Christer Tornell
- Emanuele Ancorini
- Lotta Tegnér
- Fredrik Granqvist

## Program

### Program 1
- Jesper Blomqvist och Alexandra Schauman - Kärleken är evig, Lena Philipsson
- Josefin Sundström och Johan Lundqvist - Apologize, One Republic
- Torgny Morgren och Lotta Falkenbäck - Born in the USA, Bruce Springsteen
- Lars Frölander och Gabrielle Sobin - Hooked on a feeling, Björn Skifs
- Markus Fagervall och Johanna Götesson - Mercy, Duffy
- Rafael Edholm och Cecilia Bierich - She Bangs, Ricky Martin
- Josefin Crafoord och Alexander Iversen - Umbrella, Rihanna
- Malin Ewerlöf Krepp och Filip Stiller - Strongh enough, Sher
- Lulu Carter och Lukasz Rozycki - I Don,t wanna miss a thing, Aerosmith
- Christian Kicken Lundqvist och Åsa Persson - Jump, Van Halen
- Marie Serneholt och Niklas Hogner - Maneater, Nelly Furtado
- Tony Irving och Malin Hållberg-Leuf - Copa Cabana, Barry Manilow

Isduellen
- Lulu Carter och Lukasz Rozycki, UTRÖSTAD
- Malin Ewerlöf Krepp och Fillip Stiller,

### Program 2
- Josefine Sundström och Johan Lundqvist - Like a virgin, Madonna
- Lars Frölander och Gabrielle Sobin - Feel, Robbie Williams
- Marie Serneholt och Niklas Hogner - Whenever wherever, Shakira
- Torgny Morgren och Lotta Falkenbäck - You cant hurry love, Supremes
- Rafael Edholm och Cecilia Bierich - Against all odds, Mariah Carey och Westlife
- Malin Ewerlöf Krepp och Filip Stiller - Cara Mia, Måns Zelmerlöv
- Tony Irving och Malin Hållberg-Leuf - Roxanne, Sting
- Christian Kicken Lundqvist och Åsa Persson - Proud Marry, Tina Turner
- Josefine Crafoord och Alexander Iversen - Irreplaceable, Beyonce
- Jesper Blomqvist och Alexandra Schauman - I want it that way, Backstreet Boys
- Markus Fagervall och Johanna Götesson - Beautiful Day, U2

Isduellen
- Josefin Crafoord och Alexander Iversen, UTRÖSTAD
- Marie Serneholt och Niklas Hogner,

### Program 3
- Jesper Blomqvist och Alexandra Schauman - Sexbomb, Tom Jones
- Christian Kicken Lundqvist och Åsa Persson - I believe in a thing called love, The Darkness
- Malin Ewerlöf Krepp och Filip Stiller - Waiting for a star to fall, Boy meets girl
- Rafael Edholm och Cecilia Bierich - Baby one more time, Britney Spears
- Lars Frölander och Gabrielle Sobin - This is it, Melba More
- Marie Serneholt och Niklas Hogner - Hung up, Madonna
- Tony Irving och Malin Hållberg-Leuf - Hero, Charlotte Perrelli
- Josefine Sundström och Johan Lundqvist - Livin la vida loca, Ricky Martin
- Markus Fagervall och Johanna Götesson - I,m still standing, Elton John
- Torgny Morgren och Lotta Falkenbäck - Right here right now, Agnes Carlsson

Isduellen
- Rafael Edholm och Cecilia Bierich, UTRÖSTAD
- Torgny Morgren och Lotta Falkenbäck,

### Program 4
- Markus Fagervall och Johanna Götesson - Don,t leave me this way, Thelma Houston
- Torgny Morgren och Lotta Falkenbäck - Enough is enough, Diana Ross
- Josefine Sundström och Johan Lundqvist - Boogie Wonderland, Earth wind and fire
- Lars Frölander och Gabrielle Sobin - I Don,t feel like dancing, Scissor Sisters
- Tony Irving och Malin Hållberg-Leuf - Night fever, Bee Gees
- Marie Serneholt och Niklas Hogner - Lady marmalade, Labelle
- Christian Kicken Lundqvist och Åsa Persson - Disco Inferno, The Trammps
- Malin Ewerlöf Krepp och Filip Stiller - Crying at the discoteque, Alcazar
- Jesper Blomqvist och Alexandra Schauman - I will survive, Gloria Gaynor

Isduellen
- Marie Serneholt och Niklas Hogner, UTRÖSTAD
- Torgny Morgren och Lotta Falkenbäck,

Denna vecka fick Torgny Morgren lämna stjärnor på is på grund av att han hade skadat knäet och ersätts av Anki Edvinsson

### Program 5
- Tony Irving och Malin Hållberg-Leuf - My number one, Helena Paparizou
- Christian Kicken Lundqvist och Åsa Persson - Det gör ont, Lena Philipsson
- Josefine Sundström och Johan Lundqvist - Fångad av en stormvind, Carola
- Jesper Blomqvist och Alexandra Schauman - Diggilo diggiley, Herreys
- Lars Frölander och Gabrielle Sobin - Worrying kind, The Ark
- Malin Ewerlöf Krepp och Filip Stiller - Jag ljuger så bra, Linda Bengtzning
- Anki Edvinsson och Owe Ridderstråle - Dag efter dag, Chips
- Markus Fagervall och Johanna Götesson - Tusen och en natt, Charlotte Perrelli

Isduellen
- Malin Ewerlöf Krepp och Filip Stiller, UTRÖSTAD
- Josefine Sundström och Johan Lundqvist,

### Program 6
- Christian Kicken Lundqvist och Åsa Persson - I kissed a girl, Katy Perry
- Lars Frölander och Gabrielle Sobin - Vi är på gång, Tomas Ledin
- Anki Edvinsson och Owe Ridderstråle - Hips dont lie, Shakira
- Jesper Blomqvist och Alexandra Schauman - Thriller, Michel Jackson
- Josefine Sundström och Johan Lundqvist - Viva la vida, Coldplay
- Markus Fagervall och Johanna Götesson - Sexyback, Justin Timberlake och Timbaland
- Tony Irving och Malin Hållberg-Leuf - Its raining men, The weather girls

Isduellen
- Christian Kicken Lundqvist och Åsa Persson, UTRÖSTAD
- Lars Frölander och Gabrielle Sobin

### Program 7
- Lars Frölander och Gabrielle Sobin - Eye of the tiger, Rocky/Survivor
- Tony Irving och Malin Hållberg-Leuf - (I,ve had) The time of my life, Dirty Dancing/Bill Medley
- Josefine Sundström och Johan Lundqvist - Grease lighning, Grease
- Markus Fagervall och Johanna Götesson - Never can tell, Pulp Fiction/Chuck Berry
- Anki Edvinsson och Owe Ridderstråle - The shoop shoop song, Mermaids/Cher
- Jesper Blomqvist och Alexandra Schauman - Ingenting kan stoppa oss nu, Blackjack

Isduellen
- Anki Edvinsson och Owe Ridderstråle, UTRÖSTAD
- Tony Irving och Malin Hållberg-Leuf,

### Program 8
Omgång 1
- Jesper Blomqvist och Alexandra Schauman - A little less conversation, Elvis Presley
- Josefine Sundström och Johan Lundqvist - The final countdown, Europe
- Markus Fagervall och Johanna Götesson - Michelangelo, Björn Skifs
- Lars Frölander och Gabrielle Sobin - Walking on sunshine, Katarina and the Waves
- Tony Irving och Malin Hållberg-Leuf - Let me entertain you, Robbie Williams

Omgång 2
- Jesper Blomqvist och Alexandra Schauman - Tango,
- Josefine Sundström och Johan Lundqvist - Riverdance,
- Markus Fagervall och Johanna Götesson - Balett/Svansjön,
- Lars Frölander och Gabrielle Sobin - Twist/Let,s twist,
- Tony Irving och Malin Hållberg-Leuf - Rysk folkdans/Kalinka,

Isduellen
- Josefine Sundström och Johan Lundqvist, UTRÖSTAD
- Lars Frölander och Gabrielle Sobin,

### Program 9
Omgång 1
- Tony Irving och Malin Hållberg-Leuf - Vill ha dig, Freestyle
- Jesper Blomqvist och Alexandra Schauman - Johnny the Rucker, Magnus Uggla
- Lars Frölander och Gabrielle Sobin - Lyssna till ditt hjärta, Friends
- Markus Fagervall och Johanna Götesson - FF, Kent

Omgång 2
- Tony Irving och Malin Hållberg-Leuf - I am what i am, Gloria Gaynor
- Jesper Blomqvist och Alexandra Schauman - Barbie girl, Aqua
- Lars Frölander och Gabrielle Sobin - Are you gonna go my way, Lenny Kravitz
- Markus Fagervall och Johanna Götesson - Calleth you cometh I, The Ark

Isduellen
- Tony Irving och Malin Hållberg-Leuf, UTRÖSTAD
- Lars Frölander och Gabrielle Sobin,

### Program 10 (Final)
Omgång 1
- Markus Fagervall och Johanna Götesson - SOS, Abba
- Lars Frölander och Gabrielle Sobin - Dancing queen, Abba
- Jesper Blomqvist och Alexandra Schauman - Gimme gimme, Abba

Omgång 2
- Markus Fagervall och Johanna Götesson - Sexyback, Justin Timberlake och Timbaland
- Lars Frölander och Gabrielle Sobin - I Don,t feel like dancing, Scissor Scisters
- Jesper Blomqvist och Alexandra Schauman - Thriller, Michel Jackson

Fick lämna programmet efter två omgångar: Lars Frölander och Gabrielle Sobin
Omgång 3
- Markus Fagervall och Johanna Götesson - Bohemian Rhapsody, Queen
- Jesper Blomqvist och Alexandra Schauman - Phantom of the opera, Phantom of the opera

Vinnare
- Markus Fagervall och Johanna Götesson